# Гвардия (партия)
Вижте пояснителната страница за други значения на Гвардия.
„Гвардия“ е бивша политическа партия в България, която се застъпва зад идеите на неправителствената организация Български национален съюз.

## История
Партията е учредена на 13 май 2006 година, по инициатива на Български национален съюз.,  В Учредителния сбор, проведен в събота, участват 517 делегати. Начело на партията застава Ивайло Дочов, който заявява, че партията си поставя за цел да реабилитира патриотизма в страната и да поеме по различен път от партия Атака. Сред учредителите на партията е и председателят на БНС – Боян Расате, който ръководи седемчленния Политически съвет на партията. През 2010 година Расате се оттегля от партията.

## Устав
В устава на партията е записано, че „Гвардия“ е политически защитник на идеите на Български национален съюз, който ще продължи да функционира като неправителствена организация.

## Цели
Партията си поставя за цел да работи за официален и задължителен български език, за „премахване на корумпираното управление“ и за равенство на всички пред закона. Те се обявяват за централизирана държавна власт и премахване на бюрокрацията. Настояват за модерно въоръжена, професионално обучена наборна армия, неучастие в неизгодни военни блокове и недопускане на чужди военни бази на българска територия, както и прекратяване на зависимостта от международни финансови и военни организации.

## Участия в избори
На местните избори през 2007 година движението подкрепя кандидатурата на Калоян Методиев от „Общество за нова България“ за кмет на София, който е и водач на общата листа за общински съветници на двете формации. Издигнати са кандидати в градовете Пазарджик, Асеновград, Сливен, Ямбол, Бургас, Шумен, Велико Търново, Радомир, Благоевград, Видин.